# Liste der Kulturdenkmäler in Rauenthal (Rheingau)
Die folgende Liste enthält die in der Denkmaltopographie ausgewiesenen Kulturdenkmäler auf dem Gebiet des Ortsteils Rauenthal der  Stadt Eltville am Rhein, Rheingau-Taunus-Kreis, Hessen.
Hinweis: Die Reihenfolge der Denkmäler in dieser Liste orientiert sich an der Anschrift, alternativ ist sie auch nach der Bezeichnung, der vom Landesamt für Denkmalpflege vergebenen Nummer oder der Bauzeit sortierbar.
Kulturdenkmäler werden fortlaufend im Denkmalverzeichnis des Landes Hessen durch das Landesamt für Denkmalpflege Hessen auf Basis des Hessischen Denkmalschutzgesetzes (HDSchG) geführt. Die Schutzwürdigkeit eines Kulturdenkmals hängt nicht von der Eintragung in das Denkmalverzeichnis des Landes Hessen oder der Veröffentlichung in der Denkmaltopographie ab.

## Liste
| Bild                        | Bezeichnung                             | Lage | Beschreibung | Bauzeit             | Objekt-Nr. |
| --------------------------- | --------------------------------------- | --- | --- | ------------------- | ---------- |
| Bild gesucht BW             | Gesamtanlage Ortsmitte                  | Rauenthal, Antoniusgasse 2–14, 9–11, Kirchgasse 1 (Kath. Pfarrkirche), Kirchgasse 4–10, Martinsthaler Str. 3 (Rathaus), Martinsthaler Str. 8–12, Platz vor der Kirche mit Mauer Lage | |                     | 118835 DDB |
| ehem. Zehnthof/Frühmesserei | ehem. Zehnthof/Frühmesserei             | Rauenthal, Antoniusgasse 4 LageFlur: 26, Flurstück: 35/1 | Verschieferter/verputzter Fachwerkbau | 16. Jh.             | 118978 DDB |
| Katholisches Pfarrhaus      | Katholisches Pfarrhaus                  | Rauenthal, Antoniusgasse 8 LageFlur: 28, Flurstück: 40/2 | Traufständiger Backsteinbau | 1903                | 118979 DDB |
| Bild gesucht BW             | Antoniushof                             | Rauenthal, Antoniusgasse 11 LageFlur: 28, Flurstück: 46/2 | Giebelständiges Fachwerkhaus | um 1800             | 119008 DDB |
| Bild gesucht BW             |                                         | Rauenthal, Antoniusgasse 12 LageFlur: 28, Flurstück: 29 | Traufständiges Fachwerkhaus, verschiefert | Frühes 19. Jh.      | 118723 DDB |
| Bild gesucht BW             |                                         | Rauenthal, Antoniusgasse 18 LageFlur: 28, Flurstück: 15/7 | Giebelständiges Fachwerkhaus | Um 1685             | 118724 DDB |
| Bild gesucht BW             | Friedhofskreuz                          | Rauenthal, Friedhofsweg LageFlur: 28, Flurstück: 4/1 | | Ende 19. Jh.        | 118981 DDB |
| Bild gesucht BW             | Pestkreuz                               | Rauenthal, Gartenstraße LageFlur: 33, Flurstück: 69/6 | | 1786; versetzt 1852 | 118999 DDB |
| Bild gesucht BW             | Ehem. Hof des Viktorstiftes             | Rauenthal, Hauptstraße 1a, Hauptstraße 1 LageFlur: 27, Flurstück: 16, 17 | Massivbau mit Walddach | Um 1700             | 118982 DDB |
|                             |                                         | Rauenthal, Hauptstraße 2 LageFlur: 29, Flurstück: 64/30 | Traufständiges Fachwerkhaus | Ende 18. Jh.        | 118983 DDB |
| Bild gesucht BW             |                                         | Rauenthal, Hauptstraße 3 LageFlur: 27, Flurstück: 14, 15 | Traufständiges Fachwerkhaus mit zurückliegender Scheune | Spätes 18. Jh.      | 118984 DDB |
| Bild gesucht BW             | Gasthaus zum Engel                      | Rauenthal, Hauptstraße 12 LageFlur: 26, Flurstück: 31/1 | Traufständiges Fachwerkhaus | Spätes 18. Jh.      | 118985 DDB |
|                             |                                         | Rauenthal, Hauptstraße 25 LageFlur: 26, Flurstück: 58/1 | Historistisch überformtes traufständiges Fachwerkhaus | Frühes 18. Jh.      | 118986 DDB |
| weitere Bilder              | Winzerhaus, ehem. Winzerhalle           | Rauenthal, Hauptstraße 63 LageFlur: 35, Flurstück: 111, 112 | Giebelständiger Massivbau | 1902                | 118987 DDB |
| Kapelle an der Waldpforte   | Kapelle an der Waldpforte               | Rauenthal, Jahnstraße (bei Nr. 14) LageFlur: 34, Flurstück: 74/1 | | Ersterwähnung 1660  | 118988 DDB |
| weitere Bilder              | Kath. Pfarrkirche St. Antonius Eremitus | Rauenthal, Kirchgasse 1, Martinsthaler Straße LageFlur: 26, Flurstück: 38/2, 40/6 | | 1459–1492           | 118989 DDB |
| Bild gesucht BW             |                                         | Rauenthal, Kirchgasse 4 LageFlur: 28, Flurstück: 36/4 | Traufständiges Fachwerkhaus | Um 1685             | 118725 DDB |
| Bild gesucht BW             |                                         | Rauenthal, Kirchgasse 6 LageFlur: 28, Flurstück: 36/5 | Traufständiges Fachwerkhaus | 17./18. Jh.         | 118726 DDB |
| Hl. Johannes von Nepomuk    | Hl. Johannes von Nepomuk                | Rauenthal, Langengärten (am Friedhofsweg) LageFlur: 26, Flurstück: 119/5 | | 1734                | 118980 DDB |
| weitere Bilder              | Kriegerdenkmal                          | Rauenthal, Martinsthaler Straße (Auf dem Kirchenvorplatz) LageFlur: 26, Flurstück: 40/6                                                                                              | Kriegerdenkmal für die Teilnehmer des Deutsch-Französischen Krieges von 1870/71. Errichtet vom Kriegerverein und den Einwohnern Rauenthals 1905. Gedenktafeln für die Opfer beider Weltkriege später hinzugefügt. Ursprünglicher Standort war der Kirchplatz. | 1905                | 118990 DDB |
| Rathaus                     | Rathaus                                 | Rauenthal, Martinsthaler Straße 3 LageFlur: 26, Flurstück: 40/3 | Fachwerkbau | 1565                | 118991 DDB |
| Bild gesucht BW             | Langehof                                | Rauenthal, Martinsthaler Straße 4 LageFlur: 29, Flurstück: 24 | Fachwerkwohnhaus, teilweise verschiefert | 16. Jh.             | 118992 DDB |
| Bild gesucht BW             |                                         | Rauenthal, Martinsthaler Straße 8 LageFlur: 29, Flurstück: 20/1 | Biedermeierliche Haustür | Frühes 19. Jh.      | 118993 DDB |
| Bild gesucht BW             |                                         | Rauenthal, Martinsthaler Straße 12 LageFlur: 29, Flurstück: 15/1 | Giebelständiges Fachwerkhaus | 18. Jh.             | 118994 DDB |
| weitere Bilder              | Haus Nonnenberg                         | Rauenthal, Nonnenberg 1, Nonnenberg LageFlur: 1, Flurstück: 23/4, 24/4, 25/4, 26/5, 27/5, 28/5, 29/5, 30/5, 31/5, 35/12, 4/1–3, 9/1–4                                                | Villa in den Weinbergen | Um 1825             | 118904 DDB |
| Bild gesucht BW             | Relikte am Kloster Tiefenthal           | Martinsthal, Schlangenbader Straße 22 LageFlur: 31, Flurstück: 81/9 | |                     | 119066 DDB |
| Bild gesucht BW             | Neumühle                                | Schlangenbad, Schlangenbader Straße 52 LageFlur: 42, Flurstück: 20/1, 20/2 | | 1701                | 118836 DDB |
| Kreuz an der Weinbergstraße | Kreuz an der Weinbergstraße             | Rauenthal, Weinbergstraße 26 LageFlur: 24, Flurstück: 32/2 | | 1779                | 118995 DDB |
| Bild gesucht BW             | Kreuz an der Kling                      | Rauenthal, (Außerhalb) – Am Hirsengarten LageFlur: 32, Flurstück: 59/3 | | 1864                | 119000 DDB |
| Kreuz an der Rausch         | Kreuz an der Rausch                     | Rauenthal, (Außerhalb) – Am Schollenbergsborn LageFlur: 20, Flurstück: 46/24 | | Frühes 19. Jh.      | 119115 DDB |
| Schwarzes Kreuz             | Schwarzes Kreuz                         | Rauenthal, (Außerhalb) – Am Weisenstein LageFlur: 30, Flurstück: 197 | | 1741                | 118833 DDB |
| Kreuz am Langenstück        | Kreuz am Langenstück                    | Rauenthal, (Außerhalb) – Auf dem Maspen LageFlur: 16, Flurstück: 147/1 | | 1768                | 118997 DDB |
| Bild gesucht BW             | Weinberghäuschen                        | Rauenthal, (Außerhalb) – Auf’m Acker 172a LageFlur: 14, Flurstück: 52/1 | Weinbergshäuschen, oberhalb des hessischen Staatsweingutes Rauenthal in der Weinlage Baiken gelegen |                     | 956813 DDB |
| weitere Bilder              | Weinberghäuschen                        | Rauenthal, (Außerhalb) – Aufm Gehrn LageFlur: 10, Flurstück: 67/1 | Unterhalb der Bubenhäuser Höhe errichtetes Weinbergshäuschen | Um 1920             | 119055 DDB |
| Bild gesucht BW             | Kreuz am Geishorn                       | Rauenthal, (Außerhalb) – Im Geishorn LageFlur: 5, Flurstück: 51/2 | | 1753                | 118996 DDB |
| Weinbergsweg                | Weinbergsweg                            | Rauenthal, (Außerhalb) – Im Langenstück LageFlur: 17, Flurstück: 114/108 | |                     | 119112 DDB |
| Kapelle am Neuen Weg        | Kapelle am Neuen Weg                    | Rauenthal, (Außerhalb) – Neuer Weg LageFlur: 45, Flurstück: 16 | | 18. Jh.             | 118834 DDB |
| weitere Bilder              | Hl. Franz Xaver                         | Rauenthal, (Außerhalb) – Obere Langenstück LageFlur: 16, Flurstück: 98/1 | | 1773                | 118998 DDB |